# Papas aliñás
Las papas aliñás son una receta andaluza consumida generalmente como entrante o tapa, muy típicas sobre todo en los bares y restaurantes de la provincia de Cádiz.

## Ingredientes

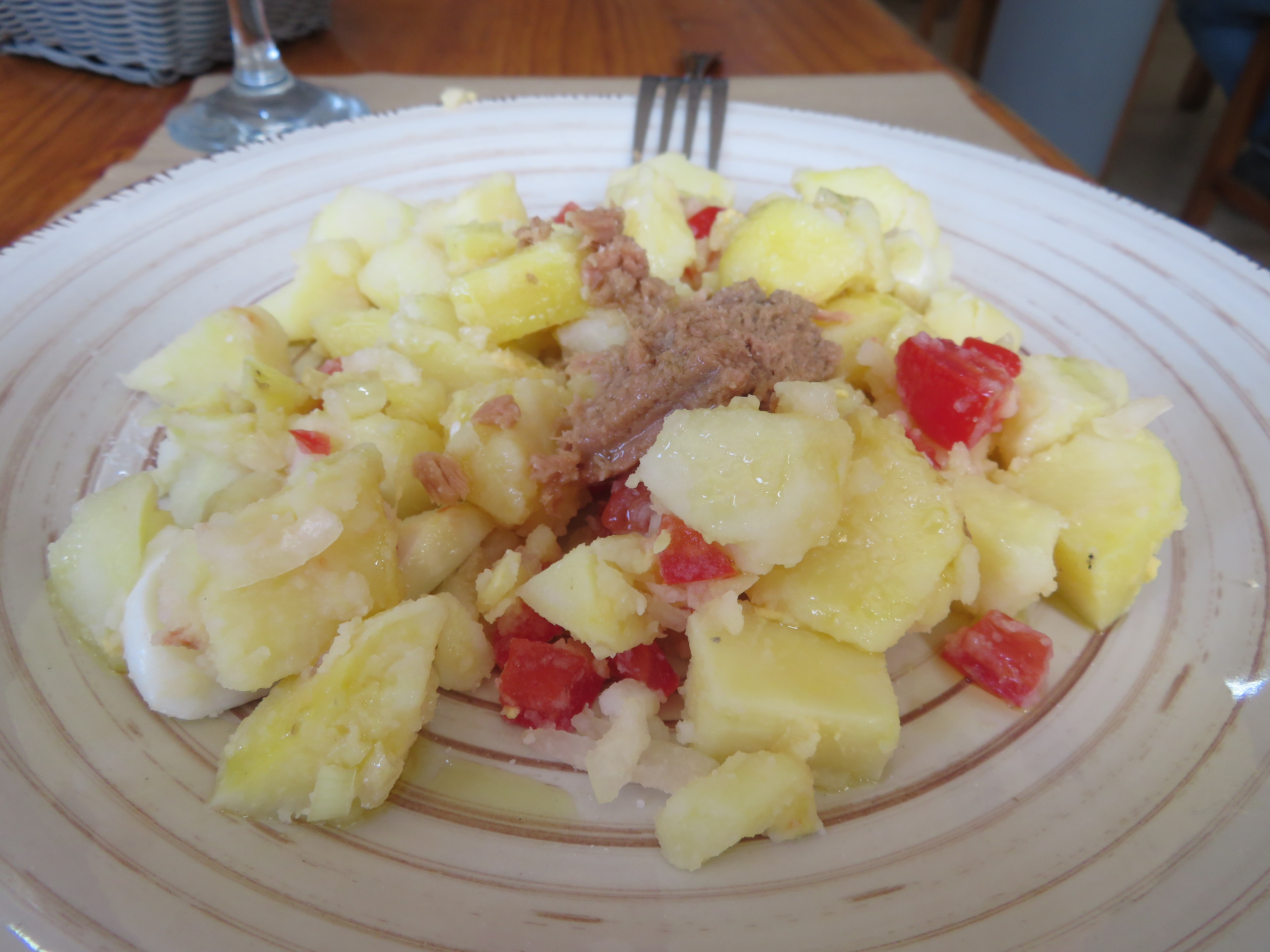
Patatas aliñadas (España).

Es un plato a base de patata, aceite de oliva, vinagre de jerez, perejil y cebolleta. A veces se acompañan con un poco de melva y otras especias.

## Receta

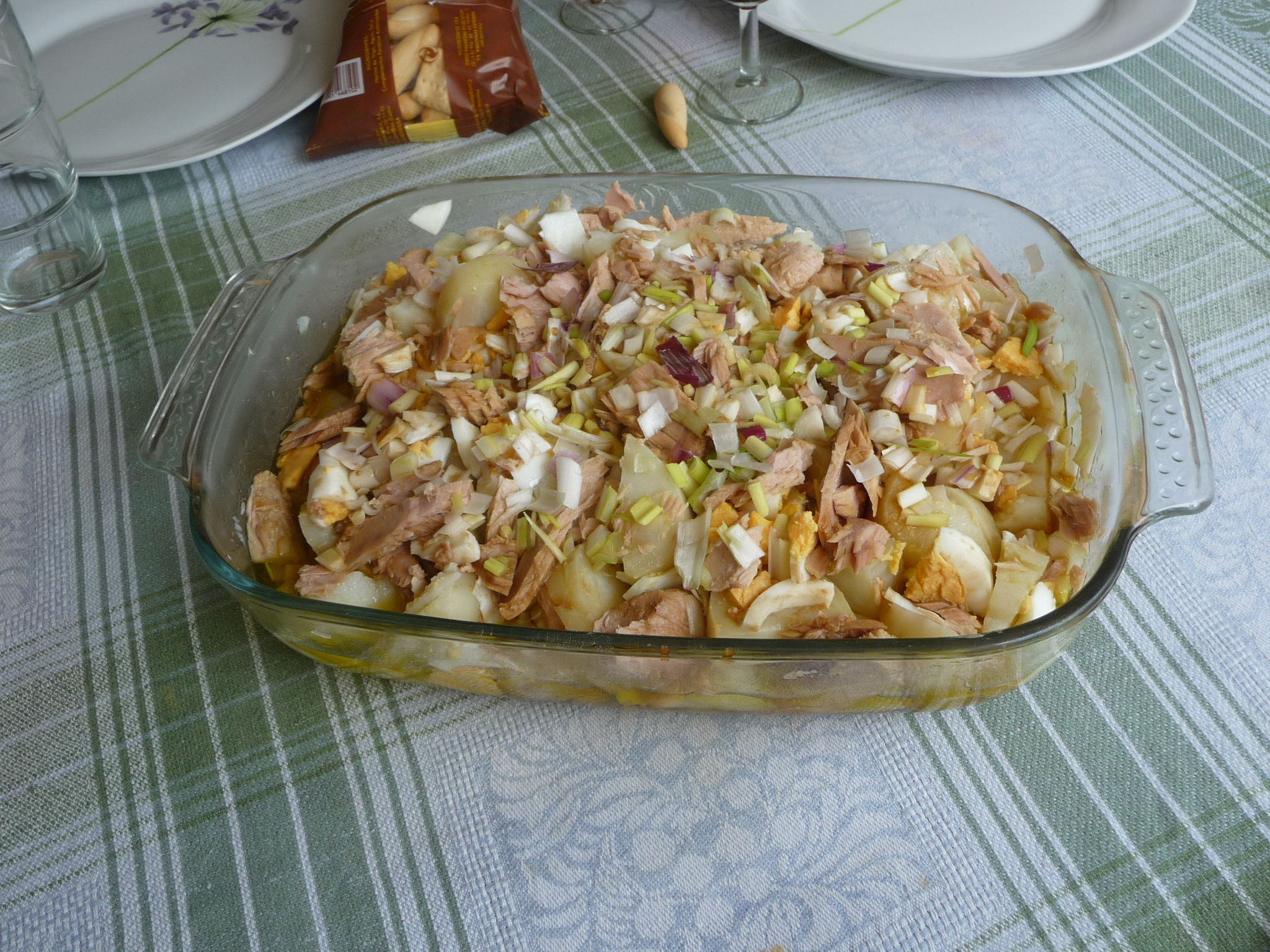
Bandeja de patatas aliñadas

Para preparar las papas aliñás es necesario cocer las papas enteras sin pelar, con agua y sal, durante unos veinte minutos, pinchando de vez en cuando para comprobar que estén tiernas. Una vez peladas, se cortan en rodajas y luego se aliñan en caliente con la cebolleta picada, el aceite de oliva, el perejil, el vinagre y la sal. Se deja enfriar y se sirve.